# Шатобал
Шатобал — село в Солтонском районе Алтайского края. Входит в состав Солтонского сельсовета.

## История
Основано в 1800 г. В 1928 году деревня Шатабалы состояло из 61 хозяйства, основное население — кумандинцы. В административном отношении входила в состав Сатугского сельсовета Солтонского района Бийского округа Сибирского края.

## Население
| 1926 | 1997 | 1998 | 1999 | 2000 | 2001 |
| ---- | ---- | ---- | ---- | ---- | ---- |
| 303  | ↘232 | ↘230 | ↘219 | ↘207 | ↘188 |
| 2002 | 2003 | 2004 | 2005 | 2006 | 2007 |
| ↗192 | ↘181 | ↘180 | ↗181 | ↗187 | ↘176 |
| 2008 | 2009 | 2010 | 2011 | 2012 | 2013 |
| ↘161 | ↗174 | ↘148 | →148 | ↘145 | ↘142 |

Национальный состав
Согласно результатам переписи 2002 года, в национальной структуре населения русские составляли 57 %, кумадинцы — 42 %.